# (4601) Ludkewycz
(4601) Ludkewycz es un asteroide perteneciente al cinturón de asteroides, descubierto el 3 de junio de 1986 por Marian Rudnyk desde el Observatorio del Monte Palomar, Estados Unidos.

## Designación y nombre
Designado provisionalmente como 1986 LB. Fue nombrado Ludkewycz en honor a "Ludkewycz Romana", madre del descubridor.

## Características orbitales
Ludkewycz está situado a una distancia media del Sol de 2,675 ua, pudiendo alejarse hasta 2,946 ua y acercarse hasta 2,404 ua. Su excentricidad es 0,101 y la inclinación orbital 13,30 grados. Emplea 1598 días en completar una órbita alrededor del Sol.

## Características físicas
La magnitud absoluta de Ludkewycz es 12,6.